# محله‌های قزوین
شهر قزوین دارای محله های متفاوتی است که سابقه برخی از آنها به سده های پیش می‌رسد. یکی از مشهورترین آنها محله آخوند است که در حال حاضر برای ثبت جهانی به یونسکو معرفی شده است.